# Amphibische Schnelleinsatzbrigade

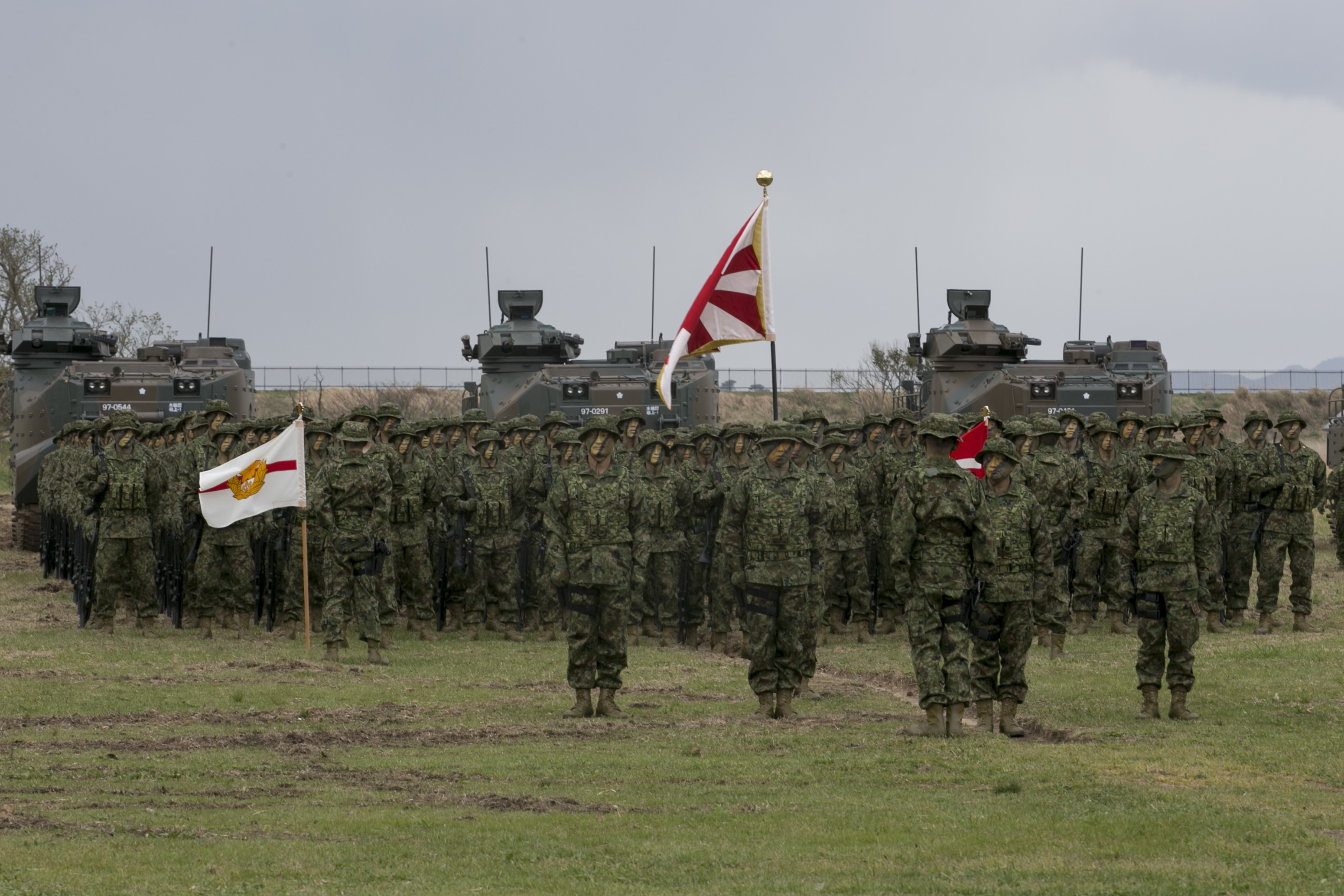
Gründungszeremonie (2018)

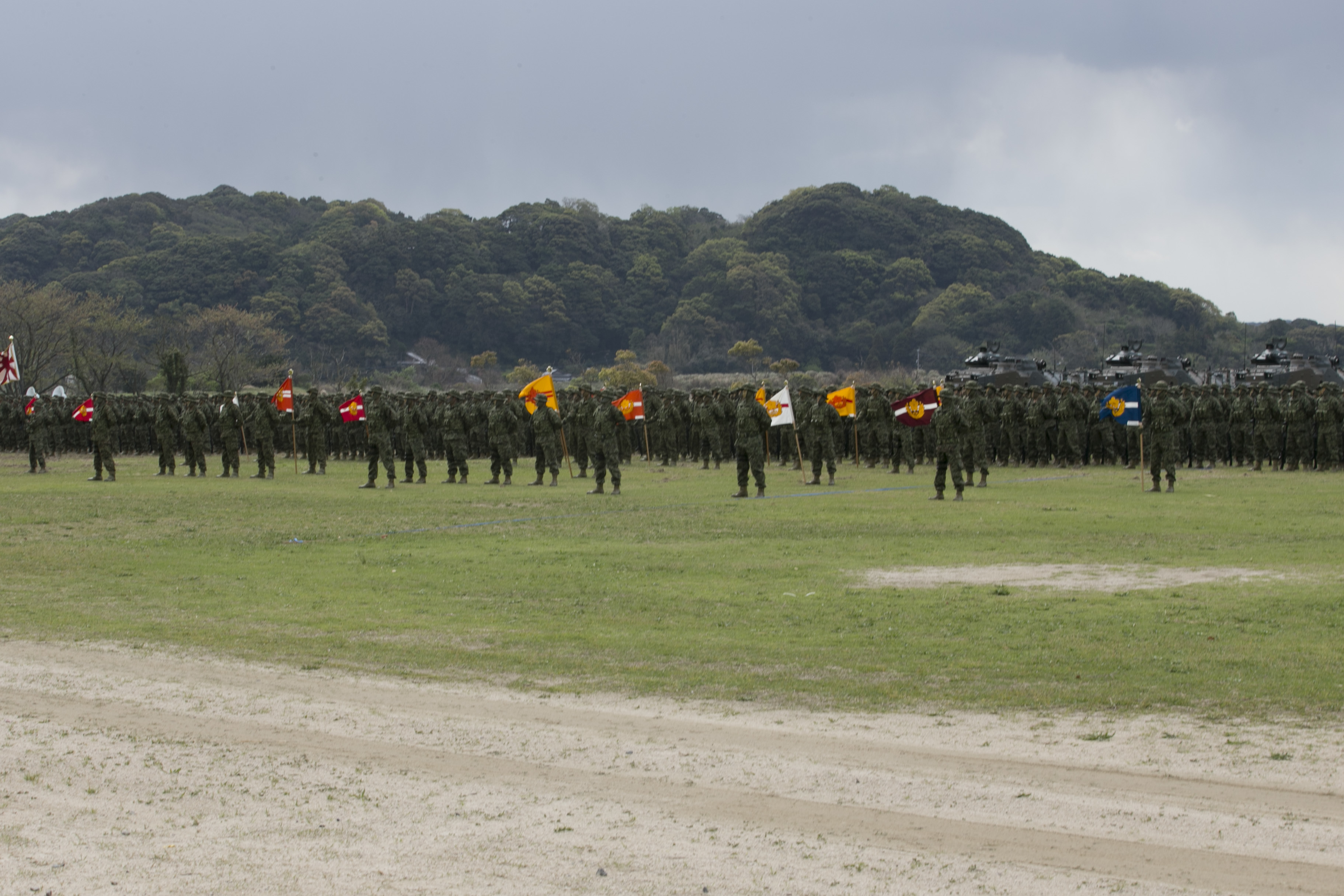
Die Aktivierungszeremonie der Amphibische Schnelleinsatzbrigade

Die Amphibische Schnelleinsatzbrigade (japanisch 水陸機動団 suiriku kidō-dan, englisch Amphibious Rapid Deployment Brigade) ist eine amphibische Kampfeinheit der japanischen Selbstverteidigungsstreitkräfte und wurde am 8. April 2018 in Dienst gestellt. Kommandeur ist Generalmajor Hirata Takanori.
Sie wurde nach dem Vorbild der US-amerikanischen Marineinfanterie aufgestellt und ist Japans erste Kampfeinheit zur amphibischen Kriegsführung nach dem Zweiten Weltkrieg mit der früheren japanischen Marineinfanterie.
Die rund 2.100 Soldaten umfassende Brigade ist in der Hafenstadt Sasebo in der südwestlichen Präfektur Nagasaki disloziert und untersteht den Bodenselbstverteidigungsstreitkräften. Aufgestellt wurde sie aus dem früheren Westarmee-Infanterieregiment (jetzt in "1. Amphibisches Schnelleinsatzregiment" umbenannt). Die Hauptaufgabe der schnellen Einsatzbrigade besteht darin, die abgelegenen südwestlichen Inseln Japans, die Nansei-Inseln beispielsweise gegen Vorstöße der Volksrepublik China zu verteidigen.

## Organisation
Die Organisation:
- Hauptquartier
- 1. Amphibisches Schnelleinsatzregiment
  - Regimentsstab
  - Stabskompanie
  - 1. Kompanie
  - 2. Kompanie
  - 3. Kompanie
  - Panzerabwehrkompanie
- 2. Amphibisches Schnelleinsatzregiment 
  - Regimentsstab
  - Stabskompanie
  - 1. Kompanie
  - 2. Kompanie
  - 3. Kompanie
  - Panzerabwehrkompanie
- 3. Amphibisches Schnelleinsatzregiment (im Aufbau)
- Amphibisches mechanisiertes Bataillon
  - Bataillonsstab
  - Stabskompanie
  - 1. Kompanie
  - 2. Kompanie
- Artilleriebataillon
- Aufklärungskompanie
- Fernmeldekompanie
- Pionierkompanie
- Logistikbataillon
- Ausbildungseinheit für Amphibische Schnelleinsätze
  - Führungsabteilung
  - 1. Ausbildungsabteilung
  - 2. Ausbildungsabteilung
  - Forschungsabteilung